# Chiloglanis polypogon
Chiloglanis polypogon is een straalvinnige vissensoort uit de familie van de baardmeervallen (Mochokidae). De wetenschappelijke naam van de soort is voor het eerst geldig gepubliceerd in 1989 door Tyson R. Roberts. De soort is enkel bekend van het Kameroenese deel van het bekken van de Cross River tussen Kameroen en Nigeria.